# 아일랜드 인민해방기구
아일랜드 인민해방기구(Irish People's Liberation Organisation; IPLO)는 1986년 아일랜드 민족해방군(INLA)에서 제명당한 요원들이 조직한 소규모 아일랜드 공화주의 준군사조직이다. 공화주의자 진영 내부의 팀킬과 범죄로 악명을 떨쳤고, 1992년 보다못한 아일랜드 공화국군 임시파(PIRA)에 의해 강제 해산당하였다(1992년 장검의 밤 사건).